# Yoshirō Edamasa
Yoshirō Edamasa (jap. 枝正 義朗 Edamasa Yoshirō; ur. 22 września 1888 w Hiroszimie, zm. 8 września 1944) – japoński reżyser i operator filmowy, prekursor japońskiej kinematografii, pionier inżynierów filmowych.
W przemyśle filmowym pracował od 1910 r., kiedy to zatrudniła go wytwórnia Yoshizawa Shōten. Później pracował jako operator również dla Fukuhōdō, Tōyō Shōkai i Tenkatsu Nippori.
Jako reżyser zadebiutował w 1919 r. filmem Ai no kyoku. Film ten uznawany był za jeden z najbardziej zaawansowanych filmów tamtego czasu. Do końca lat 30. XX wieku wyreżyserował jeszcze ok. 20 filmów.
Edamasa należał do grupy reżyserów, którzy kładli nacisk na realistyczny styl gry aktorskiej.